# 濃厚凝縮ドキュメント 五分館
『濃厚凝縮ドキュメント 五分館』（のうこうぎょうしゅくドキュメント ごふんかん）は2017年4月23日から6月27日までテレビ朝日で放送されていたドキュメンタリー番組。全10回。放送時間は毎週日曜0:30 - 1:00（毎週土曜深夜、JST）。

## 概要
中華料理店で注文から料理が出てくるまでの5分間に見られるドキュメンタリーをテーマにあらゆる人物を5分間で紹介するドキュメンタリー番組。2017年の2月・3月に『お願い!ランキング』内でパイロット版を放送した後、同年4月からレギュラー番組化。

## 司会
- サンドウィッチマン（伊達みきお・富澤たけし）